# فكتور هوفلاند
فكتور هوفلاند (بالنرويجية البوكمول: Viktor Hovland)‏ هو لاعب غولف نرويجي، ولد في 18 سبتمبر 1997 في أوسلو في النرويج.

## وصلات خارجية
- فكتور هوفلاند على موقع رابطة لاعبي الغولف المحترفين (الإنجليزية)
- فكتور هوفلاند على موقع رابطة أوروبا للاعبي الغولف المحترفين (الإنجليزية)
- فكتور هوفلاند على موقع التصنيف العالمي الرسمي للغولف (الإنجليزية)
- فكتور هوفلاند على موقع اللجنة الأولمبية الدولية (الإنجليزية)
- فكتور هوفلاند على موقع أوليمبيديا (الإنجليزية)